# Акпе-Мозес, Джина
Джина Акпе-Мозес (англ. Gina Akpe-Moses; род. 25 февраля 1999, Лагос, Нигерия) — ирландская легкоатлетка нигерийского происхождения, специализирующаяся на спринтерских дистанциях. Чемпионка Европы 2017 года среди юниоров в беге на 100 метров.

## Карьера
Джина Акпе-Мозес родилась в Нигерии, но в возрасте 3 лет с семьёй переехала жить в ирландский Дандолк. В 8-летнем возрасте девочка начала занимать лёгкой атлетикой в атлетическом клубе Святого Джеральда (англ. St. Gerald's Athletic Club).

### Юниорская карьера
В 2015 году Акпе-Мозес приняла участие в юниорском чемпионате Европы в Эскильстуне, где в составе эстафетной сборной Ирландии 4×100 м заняла 4 место. В том же году на летнем Европейском юношеском Олимпийском фестивале спортсменка завоевала «серебро» в беге на дистанции 200 м. Спустя год на юношеском чемпионате Европы она показала второй результат на дистанции вдвое короче.
В 2017 году Акпе-Мозес выиграла забег на 100 м на юниорском чемпионате Европы, став первой представительницей Ирландии, завоевавшей «золото» на соревнованиях такого уровня. На чемпионате мира 2018 года среди юниоров эстафетная команда Ирландии 4×100 м с Акпе-Мозес на втором этапе завоевала серебряные медали первенства, установив при этом национальный юниорский рекорд.

### Взрослая карьера
Принимала участие в чемпионате Европы 2018 года, где стартовала на дистанции 100 м (17-е место в предварительных забегах с результатом 11,63) и в эстафете 4×100 м (сборная Ирландии в предварительных забегах была 9-й с национальным рекордом 43,80).

## Личная жизнь
С 2014 года спортсменка проживает в Великобритании, где изучает прикладные науки в Бирмингемском университете.